# كيوشي أويماتسو
كيوشي أويماتسو تريفينيو (بالإسبانية: Kiyoshi Uematsu Treviño، ولد في 10 يوليو 1978، بورتغاليتي، بيسكاي، إسبانيا) لاعب جودو إسباني. يتخصص في وزن تحت 73 كيلوغرام.
حصل على في الميدالية الذهبية في بطولة العالم أوروبا عام 2004.

## إنجازاته

### بطولة العالم للجودو
- 2005 القاهرة  مصر:  ميدالية برونزية في وزن تحت 73 كغم.

### بطولة أوروبا للجودو
- 2003 دوسلدورف  ألمانيا:  ميدالية فضية في وزن تحت 73 كغم.
- 2004 بوخارست  رومانيا:  ميدالية ذهبية في وزن تحت 73 كغم.
- 2008 لشبونة  البرتغال:  ميدالية فضية في وزن تحت 73 كغم.

## روابط خارجية
- كيوشي أويماتسو على موقع الفيدرالية الدولية للجودو (الإنجليزية)
- كيوشي أويماتسو على موقع JudoInside.com (الإنجليزية)
- كيوشي أويماتسو على موقع أوليمبيديا (الإنجليزية)